# Eleocharis
Genre
Classification phylogénétique
Eleocharis est un genre de plantes de la famille des Cyperaceae.
C'est un genre d'environ 250 espèces. Certaines sont appelées « scirpe ». Aux antilles-Guyane elles sont appelées « jonc ».

## Liste des espèces
Selon World Checklist of Selected Plant Families (WCSP) (27 mars 2012) :
- Eleocharis abnorma Y.D.Chen, Bull. Bot. Res. (1987)
- Eleocharis acicularis (L.) Roem. & Schult. (1817)
- Eleocharis acuta R.Br. (1810)
- Eleocharis acutangula (Roxb.) Schult. (1824)
- Eleocharis aestuum D.M.Hines ex A.Haines (2001)
- Eleocharis albibracteata Nees & Meyen ex Kunth (1837)
- Eleocharis albida Torr. (1836)
- Eleocharis alveolata Svenson (1929)
- Eleocharis alveolatoides S.González & Reznicek (1996)
- Eleocharis amazonica C.B.Clarke, Bull. Misc. Inform. Kew (1908)
- Eleocharis andamanensis Govind., Proc. Indian Acad. Sci. (1990)
- Eleocharis angolensis H.E.Hess (1953)
- Eleocharis angustispicula R.Trevis. (2010)
- Eleocharis antunesii H.E.Hess (1953)
- Eleocharis argentina Barros (1947)
- Eleocharis argyrolepis Kierulff (1852)
- Eleocharis arseniflora S.González, Tena & T.Alarcón (2005)
- Eleocharis atricha R.Br. (1810)
- Eleocharis atropurpurea (Retz.) J.Presl & C.Presl (1828)
- Eleocharis atrospiculata S.González & Reznicek (1996)
- Eleocharis attenuata (Franch. & Sav.) Palla (1910)
- Eleocharis aurea Boeckeler (1888)
- Eleocharis ayacuchensis S.González & Reznicek (1996)
- Eleocharis bahamensis Boeckeler (1890)
- Eleocharis bahiensis D.A.Simpson (1988)
- Eleocharis baldwinii (Torr.) Chapm. (1860)
- Eleocharis barrosii Svenson (1937)
- Eleocharis bella (Piper) Svenson (1929)
- Eleocharis bernardina (Munz & I.M.Johnst.) Munz & I.M.Johnst. (1935)
- Eleocharis bifida S.G.Sm. (2001)
- Eleocharis blakeana L.A.S.Johnson & O.D.Evans (1968)
- Eleocharis bolanderi A.Gray (1868)
- Eleocharis bonariensis Nees (1840)
- Eleocharis brachycarpa Svenson (1929)
- Eleocharis brainii Svenson (1937)
- Eleocharis brasiliensis Boeckeler (1890)
- Eleocharis brassii S.T.Blake (1937 publ. 1938)
- Eleocharis braunii H.E.Hess (1957)
- Eleocharis brevicollis J.Kern (1965)
- Eleocharis brittonii Svenson ex Small (1933)
- Eleocharis bulbosa Kukkonen (1990)
- Eleocharis caduca (Delile) Schult. (1824)
- Eleocharis caespitosissima Baker, J. Linn. Soc. (1885)
- Eleocharis callensii H.E.Hess (1953)
- Eleocharis cancellata S.Watson (1883)
- Eleocharis canindeyuensis Mereles & S.González (2003)
- Eleocharis capillacea Kunth (1837)
- Eleocharis carniolica W.D.J.Koch, Syn. Fl. Germ. Helv. (1844)
- Eleocharis cellulosa Torr. (1836)
- Eleocharis chamaegyne L.T.Eiten (1972)
- Eleocharis coloradoensis (Britton) Gilly (1941)
- Eleocharis columbiensis L.E.Mora (1978)
- Eleocharis complanata Boeckeler (1879)
- Eleocharis compressa Sull. (1842)
- Eleocharis confervoides (Poir.) Steud. (1855)
- Eleocharis congesta D.Don (1825)
- Eleocharis contracta Maury ex Micheli (1890)
- Eleocharis cordillerana S.González, Guagl. & Ruthsatz (2008)
- Eleocharis coronata Steud. (1854)
- Eleocharis crinalis (Griseb.) C.B.Clarke, Bull. Misc. Inform. Kew (1908)
- Eleocharis crispovaginata Boeckeler (1887)
- Eleocharis cryptica Saarela, P.M.Peterson, S.González & D.J.Rosen (2010)
- Eleocharis cuatrecasasii S.González & P.M.Peterson (2008)
- Eleocharis cubangensis H.E.Hess (1953)
- Eleocharis cylindrica Buckley (1863)
- Eleocharis cylindrostachys Boeckeler (1875)
- Eleocharis debilis Kunth (1837)
- Eleocharis decoriglumis Berhaut (1953)
- Eleocharis decumbens C.B.Clarke, Bull. Misc. Inform. Kew (1908)
- Eleocharis deightonii S.S.Hooper (1972)
- Eleocharis densa Benth. (1840)
- Eleocharis densicaespitosa R.Trevis. & Boldrini (2010)
- Eleocharis diandra C.Wright (1883)
- Eleocharis dietrichiana Boeckeler (1875)
- Eleocharis difformis S.T.Blake (1938 publ. 1939)
- Eleocharis dombeyana Kunth (1837)
- Eleocharis dregeana Steud. (1854)
- Eleocharis dulcis (Burm.f.) Trin. ex Hensch. (1833)
- Eleocharis dunensis Kük. (1913)
- Eleocharis eglerioides S.González & Reznicek (1996)
- Eleocharis elegans (Kunth) Roem. & Schult. (1817)
- Eleocharis elliptica Kunth (1837)
- Eleocharis elongata Chapm. (1860)
- Eleocharis emarginata (Nees) Klotzsch ex Boeckeler (1870)
- Eleocharis endounifascis Hinchliff & Roalson (2010)
- Eleocharis engelmannii Steud. (1854)
- Eleocharis equisetoides (Elliott) Torr. (1836)
- Eleocharis erhaiensis Y.D.Chen, Bull. Bot. Res. (1987)
- Eleocharis erythropoda Steud. (1854)
- Eleocharis exigua (Kunth) Roem. & Schult. (1817)
- Eleocharis fallax Weath. (1922)
- Eleocharis fassettii S.González & P.M.Peterson (2008)
- Eleocharis fennica Palla ex Kneuck. (1901)
- Eleocharis filiculmis Kunth (1837)
- Eleocharis flavescens (Poir.) Urb. (1903)
- Eleocharis fluctuans (L.T.Eiten) Roalson & Hinchliff (2010)
- Eleocharis fuscopurpurea (Steud.) H.Pfeiff. (1930)
- Eleocharis geniculata (L.) Roem. & Schult. (1817)
- Eleocharis glabella Y.D.Chen, Bull. Bot. Res. (1987)
- Eleocharis glauca Boeckeler (1871)
- Eleocharis glaucovirens Boeckeler (1888)
- Eleocharis gonzaleziae D.J.Rosen (2009)
- Eleocharis gossweileri H.E.Hess (1953)
- Eleocharis gracilis R.Br. (1810)
- Eleocharis grandirostris (Lindm.) Mereles (1988)
- Eleocharis grisea Kük. (1926)
- Eleocharis grossimucronata Mereles (2004)
- Eleocharis halmaturina J.M.Black (1927)
- Eleocharis hatschbachii R.Trevis. (2010)
- Eleocharis haumaniana Barros (1928)
- Eleocharis hooperiana D.J.Rosen (2010)
- Eleocharis ignota S.González & Reznicek (2005)
- Eleocharis intermedia Schult. (1824)
- Eleocharis interstincta (Vahl) Roem. & Schult. (1817)
- Eleocharis jacobsiana K.L.Wilson (2011)
- Eleocharis jelskiana Boeckeler (1874)
- Eleocharis kamtschatica (C.A.Mey.) Kom. (1927)
- Eleocharis keigheryi K.L.Wilson (1997)
- Eleocharis kirkii C.B.Clarke (1902)
- Eleocharis kleinii Barros (1966)
- Eleocharis knutei Pabón & Zavaro (1995)
- Eleocharis kuoi Y.D.Chen, Bull. Bot. Res. (1987)
- Eleocharis kuroguwai Ohwi (1936)
- Eleocharis laeviglumis R.Trevis. & Boldrini (2006)
- Eleocharis laeviseta Nakai (1914)
- Eleocharis lanceolata Fernald (1899)
- Eleocharis lankana T.Koyama, Bull. Natl. Sci. Mus. Tokyo, n.s. (1974)
- Eleocharis lechleri Boeckeler (1870)
- Eleocharis lepta C.B.Clarke (1900)
- Eleocharis liesneri S.González & Reznicek (1996)
- Eleocharis limosa (Schrad.) Schult. (1824)
- Eleocharis liogieri T.Koyama (1977)
- Eleocharis liouana Tang & F.T.Wang (1961)
- Eleocharis loefgreniana Boeckeler (1890)
- Eleocharis lundellii Svenson (1943)
- Eleocharis macbarronii K.L.Wilson (1994)
- Eleocharis × macounii Fernald (1899)
- Eleocharis macrantha Boeckeler (1870)
- Eleocharis macrostachya Britton (1903)
- Eleocharis maculosa (Vahl) Roem. & Schult. (1817)
- Eleocharis maidenii Kük. (1914)
- Eleocharis mamillata (H.Lindb.) H.Lindb. (1902)
- Eleocharis margaritacea (Hultén) Miyabe & Kudô (1931)
- Eleocharis marginulata Hochst. ex Steud. (1854)
- Eleocharis maximowiczii Zinserl. (1935)
- Eleocharis melanocarpa Torr. (1836)
- Eleocharis melanocephala C.B.Clarke (1902)
- Eleocharis melanostachys (d'Urv.) C.B.Clarke (1902)
- Eleocharis mendocina Phil. (1873)
- Eleocharis microcarpa Torr. (1836)
- Eleocharis microlepis (Griseb.) D.A.Simpson (1988)
- Eleocharis migoana Ohwi & T.Koyama, Bull. Natl. Sci. Mus. Tokyo, n.s. (1956)
- Eleocharis minarum Boeckeler (1890)
- Eleocharis minima Kunth (1837)
- Eleocharis minuta Boeckeler (1884)
- Eleocharis minutissima Britton (1920)
- Eleocharis mitracarpa Steud. (1854)
- Eleocharis monantha Nelmes (1952)
- Eleocharis montana (Kunth) Roem. & Schult. (1817)
- Eleocharis montevidensis Kunth (1837)
- Eleocharis moorei M.T.Strong & S.González (2000)
- Eleocharis moraosejoana S.González, C.Ulloa & P.M.Peterson (2008)
- Eleocharis morroi D.A.Simpson (1988)
- Eleocharis multicaulis (Sm.) Desv. (1818)
- Eleocharis mutata (L.) Roem. & Schult. (1817)
- Eleocharis nana Kunth (1837)
- Eleocharis naumanniana Boeckeler (1884)
- Eleocharis neozelandica C.B.Clarke ex T.Kirk. (1893 publ. 1894)
- Eleocharis niederleinii Boeckeler (1888)
- Eleocharis nigrescens (Nees) Kunth (1805)
- Eleocharis nipponica Makino (1904)
- Eleocharis nitida Fernald (1906)
- Eleocharis nuda C.B.Clarke, Bull. Misc. Inform. Kew (1908)
- Eleocharis nudipes (Kunth) Palla, Denkschr. Kaiserl. Akad. Wiss. (1908)
- Eleocharis nupeensis Hutch. (1936)
- Eleocharis obicis L.A.S.Johnson & O.D.Evans (1968)
- Eleocharis obpyriformis D.A.Simpson (1993)
- Eleocharis obtusa (Willd.) Schult. (1824)
- Eleocharis obtusitrigona (Lindl. & Nees) Steud. (1854)
- Eleocharis occidentalis Mereles (1990)
- Eleocharis occulta S.G.Sm. (2001)
- Eleocharis ochrostachys Steud. (1854)
- Eleocharis oligantha C.B.Clarke (1900)
- Eleocharis olivaceonux D.A.Simpson (1993)
- Eleocharis onthitensis H.E.Hess (1953)
- Eleocharis ovata (Roth) Roem. & Schult. (1817)
- Eleocharis oxylepis (Meinsh.) B.Fedtsch. (1915)
- Eleocharis pachycarpa É.Desv. (1854)
- Eleocharis pachystyla (C.Wright) C.B.Clarke (1900)
- Eleocharis pallens S.T.Blake (1937 publ. 1938)
- Eleocharis palustris (L.) Roem. & Schult. (1817)
- Eleocharis papillosa Latz (1979)
- Eleocharis paradoxa Y.D.Chen, Bull. Bot. Res. (1987)
- Eleocharis parishii Britton (1889)
- Eleocharis parodii Barros (1928)
- Eleocharis parvinux Ohwi, Mem. Coll. Sci. Kyoto Imp. Univ., Ser. B (1944)
- Eleocharis parvula (Roem. & Schult.) Link ex Bluff, Nees & Schauer, Comp. Fl. German., ed. 2 (1836)
- Eleocharis pellucida J.Presl & C.Presl (1828)
- Eleocharis penchaoi Y.D.Chen, Bull. Bot. Res. (1987)
- Eleocharis philippinensis Svenson (1929)
- Eleocharis plana S.T.Blake (1937 publ. 1938)
- Eleocharis platypus C.B.Clarke (1904)
- Eleocharis plicarhachis (Griseb.) Svenson (1929)
- Eleocharis pseudoalbibracteata S.González & Guagl. (2009)
- Eleocharis pseudofistulosa H.E.Hess (1953)
- Eleocharis punctulata Boeckeler ex Duss (1896 publ. 1897)
- Eleocharis pusilla R.Br. (1810)
- Eleocharis qinghaiensis Y.D.Chen, Bull. Bot. Res. (1987)
- Eleocharis quadrangulata (Michx.) Roem. & Schult. (1817)
- Eleocharis quinqueflora (Hartmann) O.Schwarz (1949)
- Eleocharis rabenii Boeckeler (1871)
- Eleocharis ramboana R.Trevis. & Boldrini (2010)
- Eleocharis ramboii H.E.Hess (1957)
- Eleocharis ravenelii Britton (1903)
- Eleocharis reichei Boeckeler (1896)
- Eleocharis retroflexa (Poir.) Urb. (1900)
- Eleocharis reverchonii Svenson (1929)
- Eleocharis reznicekii S.González, D.J.Rosen, R.Carter & P.M.Peterson (2007)
- Eleocharis rivalis K.L.Wilson (2011)
- Eleocharis robbinsii Oakes (1841)
- Eleocharis robusta (Boeckeler) H.E.Hess (1953)
- Eleocharis rojasiana Mereles (2004)
- Eleocharis rostellata (Torr.) Torr. (1843)
- Eleocharis rugosa D.A.Simpson (1987)
- Eleocharis rzedowskii S.González (1985)
- Eleocharis sanguinolenta K.L.Wilson (2011)
- Eleocharis schaffneri Boeckeler (1886)
- Eleocharis schenckii Boeckeler (1890)
- Eleocharis schlechteri C.B.Clarke (1900)
- Eleocharis sellowiana Kunth (1837)
- Eleocharis setifolia (A.Rich.) J.Raynal, Adansonia, n.s. (1967)
- Eleocharis setulosa P.C.Li (1990)
- Eleocharis sphacelata R.Br. (1810)
- Eleocharis spiralis (Rottb.) Roem. & Schult. (1817)
- Eleocharis spongostyla H.E.Hess (1953)
- Eleocharis squamigera Svenson (1934)
- Eleocharis starczenkoae A.E.Kozhevn. (2006)
- Eleocharis steinbachii D.J.Rosen (2007)
- Eleocharis stenocarpa Svenson (1929)
- Eleocharis steyermarkii S.González & Reznicek (1996)
- Eleocharis × subangulata T.Koyama (1971)
- Eleocharis subarticulata (Nees) Boeckeler (1870)
- Eleocharis subcancellata C.B.Clarke, Bull. Misc. Inform. Kew (1908)
- Eleocharis subfoliata C.B.Clarke, Bull. Misc. Inform. Kew (1908)
- Eleocharis suksdorfiana Beauverd (1921 publ. 1922)
- Eleocharis sundaica J.Kern (1958)
- Eleocharis svensoniana S.González (1985)
- Eleocharis swamyi Govind., Proc. Indian Acad. Sci. (1985)
- Eleocharis tenarum S.González & M.González (2009)
- Eleocharis tenuiculmis D.J.Rosen (2010)
- Eleocharis tenuis (Willd.) Schult. (1824)
- Eleocharis testui Cherm. (1930)
- Eleocharis tetraquetra Nees (1834)
- Eleocharis tiarata Gómez-Laur. (2003)
- Eleocharis torticulmis S.G.Sm. (2001)
- Eleocharis tortilis (Link) Schult. (1824)
- Eleocharis tricostata Torr. (1836)
- Eleocharis trilateralis Tang & F.T.Wang (1961)
- Eleocharis trilophus C.B.Clarke (1902)
- Eleocharis triquetra K.L.Wilson (2011)
- Eleocharis tuberculosa (Michx.) Roem. & Schult. (1817)
- Eleocharis tucumanensis Barros (1947)
- Eleocharis tuvinica Bubnova (1986)
- Eleocharis uniflora O.Seberg (1985)
- Eleocharis uniglumis (Link) Schult. (1824)
- Eleocharis urbanii Boeckeler (1896)
- Eleocharis urceolata (Liebm.) Svenson (1937)
- Eleocharis urceolatoides R.Trevis. & Boldrini (2010)
- Eleocharis ussuriensis Zinserl. (1935)
- Eleocharis usteri Palla (1908)
- Eleocharis valleculosa Ohwi (1933)
- Eleocharis variegata (Poir.) C.Presl (1828)
- Eleocharis venezuelensis S.González & Reznicek (1996)
- Eleocharis viridans Kük. ex Osten (1931)
- Eleocharis vivipara Link (1827)
- Eleocharis wadoodii S.R.Yadav, Lekhak & Chandore (2009)
- Eleocharis welwitschii Nelmes (1958)
- Eleocharis wichurae Boeckeler (1870)
- Eleocharis wilkensii Schuyler (1969)
- Eleocharis wolfii (A.Gray) A.Gray ex Britton (1889)
- Eleocharis yecorensis Roalson (1999)
- Eleocharis × yezoensis H.Hara (1938)
- Eleocharis yokoscensis (Franch. & Sav.) Tang & F.T.Wang (1961)
- Eleocharis yunnanensis Svenson (1939)